# Kenji Uematsu
Kenji Uematsu Treviño (* 28. Oktober 1976 in Santurtzi) ist ein spanischer Judoka.
Seinen ersten internationalen Erfolg feierte Uematsu 1995 mit dem Gewinn der Junioreneuropameisterschaft. Im Jahr darauf konnte er diesen Titel verteidigen und wurde in Porto auch Juniorenweltmeister.
Bei den Senioren kämpfte er sich bei verschiedenen A-Turnieren und Super-A-Turnieren in die Weltspitze. 2003 verletzte er sich während der Europameisterschaft in Düsseldorf am Rücken.
Nach seiner Wiedergenesung siegte er 2004 beim A-Turnier in Minsk und reiste als Medaillenhoffnung zu den Olympischen Sommerspielen nach Athen, wo er schließlich den 5. Rang belegte.
Sein Bruder Kiyoshi Uematsu war ebenfalls ein erfolgreicher spanischer Judoka.